# Жълт олеандър (филм)
Жълт олеандър е български игрален комедиен трилър от 2022 година на режисьора Лъчезар Аврамов. В главните роли се изявяват Китодар Тодоров, Стефани Ивайло и Мариан Вълев.

## Сюжет
Професор Бранимир Китов (Китодар Тодоров) е известен български психиатър със статут на звезда и успешна политическа кариера. В последното си начинание той се опитва да заеме поста на лидер на партията на европейските либерал-консерватори в европейския парламент. Неговата половинка в живота е Йоана (Стефани Ивайло) – дъщеря на известен български дипломат, убит заедно със съпругата си от престъпници. От ранна възраст Йоанна има проблеми с наркотиците, както и психични проблеми, за които професор Китов и помага давайки и специални хапчета, които я правят щастлива.
Проблемите в живота на професора настъпват когато той решава да покани вкъщи Канелони (Лука Габо) – лидерът на партията на европейските либерал-консерватори. В отсъствието на професора, Канелони предлага на Йоанна кокаин, а на сутринта тя го намира в в безсъзнание. Освен това в къщата нахлува и бившия любовник на Йоанна – Марио (Мариан Вълев), който пък е решил да изнудва професора с голи снимки и аматьорски порно клип на Йоанна, правени от него. След като професор Китов се прибира и вижда в каква ситуация се е забъркал, решава да се опита да представи случилите се обстоятелства по начин, който да не навреди на кариерата му.
Допълнителна пречка пред него представлява и помощникът в домакинството Илия (Леонид Йовчев), който е вманиачено влюбен в Йоанна.

## В ролите
- Китодар Тодоров – професор Бранимир Китов
- Стефани Ивайло – Йоанна
- Мариан Вълев – Марио
- Леонид Йовчев – Илия
- Лука Габо – Канелони